# Teutschenthal
Teutschenthal è un comune tedesco di 12 743 abitanti situato nel land della Sassonia-Anhalt. Negli ultimi anni Teutschenthal ha incorporato gli ex comuni di:
| Ex comuni   | Data incorporazione |
| ----------- | ------------------- |
| Angersdorf  | 1º settembre 2010   |
| Dornstedt   | 1º gennaio 2010     |
| Holleben    | 1º gennaio 2005     |
| Langenbogen | 1º gennaio 2010     |
| Steuden     | 1º gennaio 2010     |
| Zscherben   | 1º gennaio 2005     |

che oggi sono sue frazioni (Ortsteil).

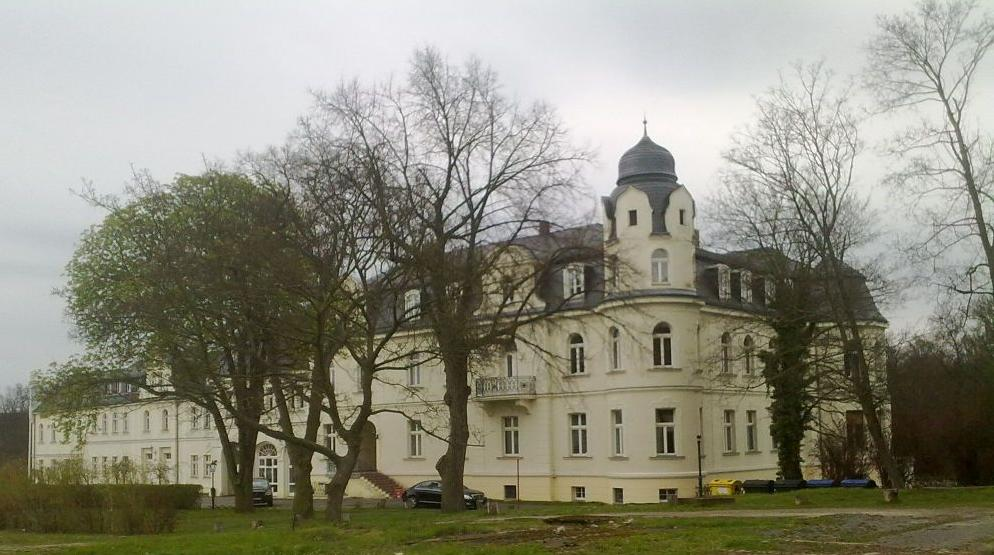
Palace Teutschenthal

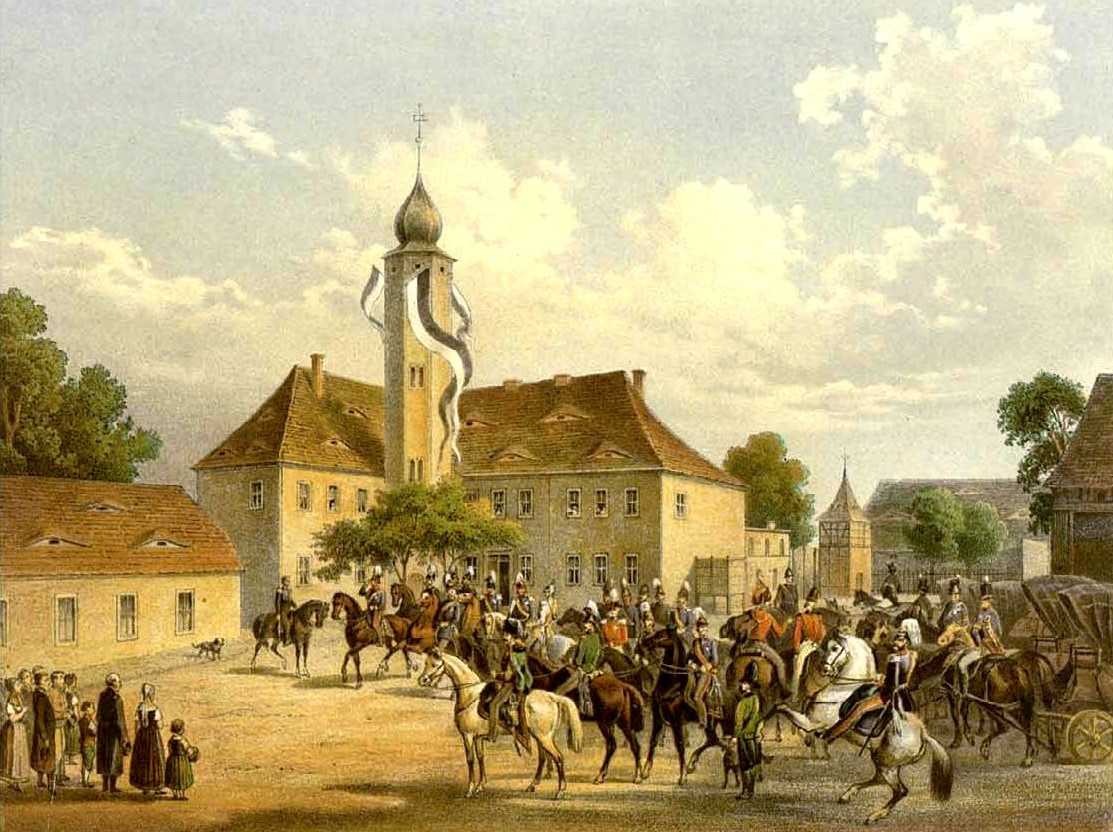
Rittergut Würdenburg, intorno al 1860